# Simo Häyhä

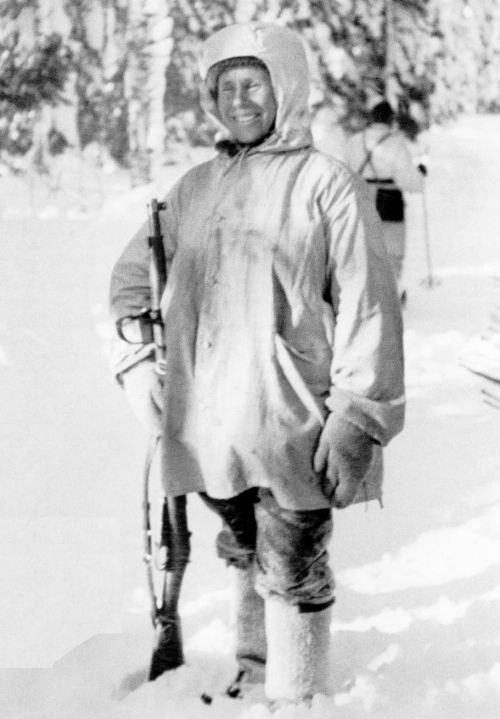
Simo Häyhä en un homenatge

Simo Häyhä (Rautjärvi, 17 de desembre de 1905 - Hamina, 1 d'abril de 2002), també conegut pel pseudònim de «la Mort Blanca» (en rus: Белая смерть, Belaya smert; en finès: Valkoinen kuolema; en suec: Vita döden), fou un franctirador de l'exèrcit de Finlàndia que va causar el terror entre els soldats soviètics durant la Guerra d'Hivern (1939-1940). Se li reconeixen 505 víctimes mortals, el major nombre confirmat per a un franctirador a qualsevol guerra.

## Primers anys de vida
Häyhä va néixer al municipi de Rautjärvi al Gran Ducat de Finlàndia, al que avui dia és el sud de Finlàndia, prop de la frontera amb Rússia, i va començar la seva carrera militar el 1925. Abans d'entrar en combat, Häyhä va ser granger i caçador. Als vint anys, es va unir a la Guàrdia Blanca (Suojeluskunta), la milícia voluntària finlandesa, i va tenir també èxit en competicions de tir a la província de Viipuri. Es diu que casa seva era plena de trofeus de tir de precisió.

## Servei a la Guerra d'Hivern
Durant la Guerra d'Hivern 1939-40 entre Finlàndia i la Unió Soviètica, Häyhä va servir com a franctirador per l'Exèrcit Finlandès contra l'Exèrcit Roig a la 6a. Companyia del JR 34 durant la Batalla de Kollaa amb temperatures d'entre −40 °C (−40 °F) i −20 °C (−4 °F), vestit completament amb camuflatge blanc. Degut a les purgues d'experts militars que Joseph Stalin va dur a terme a finals dels anys 30, l'Exèrcit Roig es trobava molt desorganitzat i les tropes soviètiques no van rebre uniformes de camuflatge blanc durant gran part de la guerra, cosa que els feia molt visibles als franctiradors en condicions hivernals. S'atribueixen a Häyhä 505 morts de franctirador confirmades. Es dugué a terme un recompte diari de les morts a Kollaa pels franctiradors finlandesos. Tanmateix, se sap que ell també portava i feia servir una metralladora i, tot i que molt poques de les seves morts emprant aquesta arma es confirmaren com a tals, es creu que el compte total és molt superior, més aviat pels voltants de les 800 morts. Totes les morts de Häyhä s'acompliren en menys de 100 dies – una mitjana d'una mica més de cinc al dia – en una època de l'any amb molt poques hores de llum al dia.
Häyhä emprava un M/28-30 amb no. de sèrie 60974, perquè s'adaptava a la seva petita figura de només 1,60 m. El rifle és una variant més curta del rifle Mosin-Nagant que emprava la milícia finlandesa Guàrdia Blanca. Aquesta arma es coneixia com a "Pystykorva" (literalment "El Gos de Pomerània", degut a la semblança de la mira amb el cap d'un Gos de Pomerània), i disparava el cartutx finlandès Mosin–Nagant 7.62×53R. Häyhä preferia les mires de ferro a les telescòpiques, perquè amb les primeres presentava un objectiu més petit a l'enemic (un franctirador ha d'alçar més el cap quan empra una mira telescòpica), perquè incrementaven la precisió (el vidre d'una mira telescòpica es pot entelar fàcilment en temps fred), i perquè ajudaven a amagar-se (el reflex del sol a les lents de les mires telescòpiques pot revelar la posició del tirador). A banda d'aquestes tàctiques, Häyhä acostumava a amuntegar neu davant de la seva posició per amagar-se, disposar d'un suport pel seu rifle i reduir el núvol de neu que el tret produïa. També se sap que es posava neu a la boca mentre disparava, per evitar que el baf de vapor revelés la seva posició en l'aire fred.
El 6 de març de 1940, Häyhä va rebre un impacte d'una bala explosiva disparada per un soldat de l'Exèrcit Roig a la part baixa esquerra de la seva mandíbula. Va ser recollit per companys que digueren que "li faltava la meitat de la cara", però no va morir, i va recobrar el coneixement el 13 de març, el dia que se signà la pau. Poc després de la guerra, Häyhä va ser ascendit d'alikersantti (Caporal) a vänrikki (Segon tinent) pel Mariscal de Camp finlandès Carl Gustaf Emil Mannerheim.

## Vida posterior
Häyhä va trigar alguns anys a recuperar-se de la seva ferida. La bala li havia esclafat la mandibula i li havia arrencat la galta esquerra. Tanmateix, va aconseguir recuperar-se plenament i va esdevenir un caçador d'ants i un criador de gossos d'èxit després de la guerra, caçant fins i tot amb el President Finlandès Urho Kekkonen.
Quan se li va preguntar el 1998 com havia arribat a esdevenir tan bon tirador, Häyhä respongué "Pràctica". Quan se li va demanar si li sabia greu haver mort tanta gent, va dir "Només complia amb el meu deure, i amb el que se m'ordenava, el millor que podia". Simo Häyhä va passar els seus darrers anys a Ruokolahti, un petit municipi del sud-est de Finlàndia, a prop de la frontera amb Rússia. Simo Häyhä va morir en una llar d'acollida per veterans de guerra a Hamina el 2002 a l'edat de 96 anys, i va ser enterrat a Ruokolahti.